# Kršćanstvo u 1260.
◄◄ | ◄ | 1257. | 1258. | 1259. | 1260.  | 1261. | 1262. | 1263. | ► | ►►
Arhitektura • Astronomija • Glazba • Knjige • Književnost • Kršćanstvo • Medicina • Pravo • Promet • Znanost
Kršćanstvo u 1260.

## Hrvatska i u Hrvata

### Rođenja
- Augustin Kažotić, hrvatski blaženik (približna godina rođenja, † 1323.)

## Vanjske poveznice
|  | Zajednički poslužitelj ima još gradiva o temi Kršćanstvo u 1260. |